# 114. Division (Japanisches Kaiserreich)
Die 114. Division (japanisch 第114師団, Dai-hyakujūyon Shidan) war eine Division des Kaiserlich Japanischen Heeres, die zwischen 1937 und 1945 zweimal aufgestellt und aufgelöst wurde. Ihr Tsūshōgō-Code (militärischer Tarnname) war General-Division (将兵団, Shō-heidan) oder Shō 14591 bzw. Shō 14601.

## Geschichte der Einheit
Die 114. Division wurde am 12. Oktober 1937 unter dem Kommando von Generalleutnant Suematsu Shigeharu als Karree-Division aufgestellt und bestand aus der 127. Brigade (66. und 115. Infanterie-Regiment) und der 128. Brigade (102. und 150. Infanterie-Regiment) sowie dem 118. Kavallerie-Regiment, dem 120. Feldartillerie-Regiment und dem 114. Pionier- und Transport-Regiment. Das Hauptquartier der ca. 20.000 Mann starken Division lag in Utsunomiya, Kaiserreich Japan.
Nach dem am 7. Juli 1937 der Zweite Japanisch-Chinesische Krieg ausgebrochen war, wurde die 114. Division der 10. Armee unterstellt. Am 5. November 1937 landete die 114. Division mit den anderen Verbänden in der Hangzhou-Bucht südöstlich von Shanghai.
Nach dem Ende der Kämpfe um Shanghai Ende November 1937 stieß die Division in Richtung Nanking, der Hauptstadt der Republik China, vor. Ab 1. Dezember nahm sie an der Schlacht um Nanking teil. Nach Einnahme der Stadt nahmen Einheiten der Division am Massaker von Nanking teil.
Im Anschluss an die Ereignisse um und in Nanking wurde die 10. Armee und die ihr unterstellten Verbände aufgelöst und die 114. Division wurde der neugebildeten Zentralchina-Expeditionsarmee zugeteilt. Mit dieser nahm sie an der Schlacht um Nord- und Ost-Henan teil. Im Juli 1939 wurde die 114. Division zum ersten Mal aufgelöst.
Im September 1944 erfolgte die erneute Aufstellung als Typ C „Brigade“/„Spezial“ Division, dieses Mal in Linfen. Die Mannschaften wurden der 3. Selbstständigen Gemischten Brigade und der 69. Division entnommen, aus denen acht Selbstständige Infanterie-Bataillone gegründet wurden, die die Sollstärke der Division auf knapp 12.000 Mann brachte. Die Division verblieb bis zum Ende des Krieges in Nordchina und war mit der Sicherung von Nachschubwegen betreut.
Im September 1945 wurde die Division aufgelöst.

## Gliederung

### 1937–1939
Aufstellung am 12.  Oktober 1937 als Karree-Division wie folgt:
- 127. Brigade
  - 66. Infanterie-Regiment
  - 115. Infanterie-Regiment
- 128. Brigade
  - 102. Infanterie-Regiment
  - 150. Infanterie-Regiment
- 118. Kavallerie-Regiment
- 120. Feldartillerie-Regiment
- 114. Pionier-Regiment
- 114. Transport-Regiment

Gesamtstärke: ca. 20.000 Mann

### 1944–1945
Im September 1944 erfolgte die Wiederaufstellung als Typ C „Brigade“/„Spezial“ Division wie folgt:
- 114. Infanterie-Divisions Stab (250 Mann)
  - 83. Infanterie-Brigade Stab (150 Mann)
    - 199. Selbstständiges Infanterie-Bataillon (1220 Mann)
    - 200. Selbstständiges Infanterie-Bataillon (1220 Mann)
    - 201. Selbstständiges Infanterie-Bataillon (1220 Mann)
    - 202. Selbstständiges Infanterie-Bataillon (1220 Mann)

  - 84. Infanterie-Brigade Stab (150 Mann)
    - 381. Selbstständiges Infanterie-Bataillon (1220 Mann)
    - 382. Selbstständiges Infanterie-Bataillon (1220 Mann)
    - 383. Selbstständiges Infanterie-Bataillon (1220 Mann)
    - 384. Selbstständiges Infanterie-Bataillon (1220 Mann)

  - 114. Pionier-Einheit (250 Mann)
  - 114. Signal-Einheit (140)
  - 114. Transport-Einheit (800 Mann)
  - 114. Veterinär-Hospital (ca. 80 Mann)
  - 114. Sanitäts-Einheit (500 Mann)

Gesamtstärke: ca. 12.080 Mann

## Führung
Divisionskommandeure
- Suematsu Shigeharu, Generalleutnant: 12. Oktober 1937 bis 9. März 1939
- Numata Tokushige, Generalleutnant: 9. März 1939 bis 12. August 1939
- Nakadai Toyojirō, Generalmajor: 14. Juli 1944 bis 14. Oktober 1944
- Miura Saburō, Generalleutnant: 14. Oktober 1944 – September 1945